# Cirkus Ib
Cirkus Ib var en dansk omrejsende cirkus, der blev etableret i 1960 af showmanden, Ib Rhoden (1931-1996). Han købte det rullende materiel fra Cirkus Louis af Louis Schmidt, der havde drevet cirkus i 43 år og standsede i 1960.
Materiellet bestod af 85 vogne og et 6-mastet cirkustelt.
Cirkus Ib turnerede i 1961. Forestillingen var et stort reklameshow med lodtrækning om varer. Et af hovednumrene var Holger Fællessanger, der skulle få publikum til at synge med på omkvædet af visen Der er en duft af jeg ved ikke hvad. Ideen var ikke bæredygtig, og midt i juli rejste topartisterne, Clifton Brothers. En halv snes dage senere strandede Cirkus Ib i Give i Sønderjylland og gik konkurs midt i cirkussæsonen, da artister og musikere havde længere tids gage tilgode. Annoncørerne, der havde forudbetalt for reklame og leveret varer til cirkus' reklameshow, følte sig snydt. Dansk Artist Forbund gik ind i sagen på de optrædendes side. Louis Schmidt tog sit materiel tilbage til cirkusgården på Fyn gennem to fogedforretninger og indgik efterfølgende forlig på 40.000 kroner i landsretten, for en oprindelig restgæld på 174.408 kroner.

## Et tidligereCirkus Ib
I 1945 og 1946 etablerede skuespileren Ib Schønberg (Ib Christian Albert von Cotta Schønberg, 1902–1955) Fælledrevyen i
Fælledparken (København) under navnet Cirkus Ib. Revyen blev afviklet i et cirkustelt. Ib Schønberg medvirkede dog ikke selv i 1945-forestillingen, da han var engageret til forestillingen "Phi Phi" på Alléscenen,  men i Fælledrevyen 1946 medvirkede han. I begge revy-forestillinger indgik tillige enkelte artistnumre.
I 1953 blev Ib Schønberg direktør for Cirkusrevyen, der ændrede navn til Cirkus Ib, Bakkerevyen 1953. Schønberg var direktør for Cirkusrevyen i tre år, hvor forestilligerne alle hed Cirkus Ib. Schøberg medvirde selv de første to sæsoner, men blev i 1955 erstattet af Stig Lommer, da han den 4. maj blev syg med lungebetændelse og måtte forlade prøverne. Han døde den 24. september.